# Die Alpha-Journalisten
Die Alpha-Journalisten ist ein Buch, das im Januar 2007 von Stephan Weichert und Christian Zabel herausgegeben wurde. Es stellte 30 sogenannte Alpha-Journalisten, d. h. Tonangeber des deutschsprachigen Journalismus vor („Funktions- und Leitungselite“).

## Inhalt
Das Buch trägt den Untertitel Deutschlands Wortführer im Porträt und ist im Herbert von Halem Verlag erschienen. Es befasst sich mit der "Funktions- und Leistungselite im Journalismus" der Berliner Republik des Jahres 2007. Es werden Fernsehmoderatoren, Chefredakteure, Leitartikler, Kolumnisten, Herausgeber und Verleger beschrieben, "die das öffentliche Stimmungsbild in Deutschland durch ihr publizistisches Wirken wesentlich beeinflussen".
Die Porträts stammen von mehreren Autoren, darunter unter anderem Rudolf Augstein. Das Geleitwort schrieb Tissy Bruns. Neben den Herausgebern trugen auch Sophie Mützel, Thomas Schuler und Hans Hoff Essays zu dem Buch bei. Das Glossar zur deutschen Journalistenszene verfasste Hajo Schumacher.
Zu den beschriebenen Persönlichkeiten zählen Stefan Aust (beschrieben von Michael Hanfeld), Manfred Bissinger, Henryk M. Broder, Giovanni di Lorenzo, Kai Diekmann, Bettina Gaus, Sigmund Gottlieb, Günther Jauch, Josef Joffe, Hans-Ulrich Jörges, Michael Jürgs, Christoph Keese, Claus Kleber, Peter Kloeppel, Roger Köppel, Thomas Leif, Hans Leyendecker, Helmut Markwort, Sonia Mikich, Frank Plasberg, Heribert Prantl, Ulrich Reitz, Patricia Riekel, Frank Schirrmacher, Claudius Seidl, Gabor Steingart, Claus Strunz, Franz Josef Wagner und Wolfram Weimer. Die meisten Beiträge stützen sich auf Interviews.

## Rezeption
In der Zeitung Das Parlament vertrat Sabine Pamperrien die Meinung, dass der Titel Die Alpha-Journalisten 2007 in den Medien so breite Beachtung gefunden hat, dass sich der Begriff im deutschen Sprachgebrauch etabliert habe. Leif Kramp und Stephan Weichert meinten in der Studie Journalismus in der Berliner Republik von Netzwerk Recherche, dass der Begriff des „Alpha-Journalismus“ durch den Porträt-Band Die Alpha-Journalisten eine Verbreitung in den Medien erlebt hat.
Stephan Russ-Mohl und Alexandra Sowka sagen im Artikel „Die Alphatiere des Journalismus“ in der NZZ über das Buch, dass die Herausgeber zunächst einmal die «Top 30» Journalisten identifizieren, „die sie für die Wortführer unter Deutschlands Medienmachern halten“ und es sei eine „kleine Sensation, dass Weichert und Zabel 30 weitere prominente Journalisten als Autoren für ihr Projekt gewinnen konnten.“ Das Buch enthält aus Sicht der NZZ „keine großen Enthüllungen, sondern eher alltägliche Beobachtungen, die uns die großen Medientiere näherbringen“.
Günter Herkel meint über das erste Buch bei M – Menschen Machen Medien, dass es mit einem „reißerischen wie blödsinnigen Titel“ versucht, die „aktuelle biografische Skizze der deutschen Elitepublizistik“ vorzustellen. Die Autoren, die teilweise „selbst an der Schwelle zum Status des journalistischen Alphatiers lauern“ hätten „30 Biografien von tatsächlichen oder vermeintlichen Meinungsführern der bundesdeutschen Medienszene versammelt“. Die Zusammenstellung wird kritisiert, so fehlten zum Beispiel Sabine Christiansen und Hermann L. Gremliza. Die Darstellungen der Journalisten würden „mal sympathisierend, mal nüchtern distanziert, mal kritisch-ironisch“ ausfallen.
Die Neue Osnabrücker Zeitung merkt an, dass das Buch die „zahlreichen weitgehend unbekannten Anekdoten, die sich mit interessanten Fakten und stillen Beobachtungen zu einer Sammlung über 30 "Alpha-Journalisten" deutscher Medien zusammenfüge“, wobei „die Auswahl zuweilen ein wenig beliebig erscheint“.
Die Welt am Sonntag schrieb, dass in dem Buch 30 Porträts einflussreicher Journalisten zu lesen sind und Hajo Schumacher „eine äußerst treffende Typologie der deutschen Journalistenszene“ verfasst hätte.

## Fortsetzung
2009 folgte Die Alpha-Journalisten 2.0. Deutschlands neue Wortführer im Porträt. über einzelne meinungsstarke Blogger und Leiter der Online-Bereiche der großen Medien nach.